# Дитячий світ (фільм)
«Дитячий світ» (рос. «Детский мир») — радянський художній фільм 1982 року, знятий на кіностудії «Мосфільм».

## Сюжет
Немолодий солідний ювелір зустрів і полюбив милу симпатичну жінку. Вона ж, стурбована вихованням сина, сумнівалася в дійсності його почуттів. Передноворічні клопоти допомогли їм краще пізнати одне одного і зрозуміти, що втрьох вони будуть щасливі…

## У ролях
- Донатас Баніоніс — Михайло Петрович Распоркін (озвучив Олександр Дем'яненко)
- Наталія Гундарева — Людмила Яківна
- Ярослав Есиновський — Юрка, син Людмили Яківни
- Валерій Золотухін — Чатиркін, покупець
- Валентина Тализіна — Міла Горяєва, подруга Людмили Яківни
- Володимир Анисько — Никодим Никифорович Дерюгін, графоман, автор «Таємної пристрасті»
- Зінаїда Славіна — завідувачка складом дитячих іграшок
- Анатолій Грачов — Вадим Петрович, директор фабрики дитячих іграшок
- Любов Соколова — Антоніна Василівна, прибиральниця на фабриці дитячих іграшок
- Вікторія Духіна — Олена Володимирівна, товарознавиця на базі дитячих іграшок
- Валентина Березуцька — жінка з авоською в черзі за ковпаками для костюма гнома
- Лев Борисов — Іван Іванович, заступник директора універмагу «Дитячий світ»
- Олена Кліщевська — провідниця
- Ніна Озорніна — продавчиня відділу канцтоварів
- Олена Андреєва — Олена, продавчиня
- Тетяна Ігнатова — продавчиня в «Дитячому світі»
- Віра Івлєва — касирка в магазині «Дитячий світ»
- Олена Фетисенко — працівниця бази дитячих іграшок
- Віра Смоляницька — працівниця бази дитячих іграшок
- Любов Омельченко — товарознавиця на базі дитячих іграшок
- Олена Дупак — продавчиня
- Юрій Потьомкін — таксист
- Дмитро Кравцов — Каменков, лікар
- Людмила Корнієнкова — епізод
- Віра Трофімова — Аня, продавчиня у відділі іграшок
- Олена Кузьміна — продавчиня у відділі іграшок
- Вадим Борисов — епізод
- Ніна Крачковська — покупчиня в хутряній шапці, у відділі ялинкових товарів
- Станіслав Федосов — відвідувач пивбару
- Костянтин Степанов — талановитий письменник
- Раїса Рязанова — Таня
- Ася Василькова — молода продавчиня
- Олена Землянікіна-Крилатова — працівниця бази дитячих іграшок
- Лілія Макєєва — працівниця бази дитячих іграшок
- Ніна Палладіна — працівниця бази дитячих іграшок
- Лідія Єжевська — працівниця бази дитячих іграшок
- Олександр Якімов — епізод
- Катерина Голубєва-Польді — епізод
- Ірина Дітц — таксистка
- Людмила Давидова — дружина директора
- Клавдія Хабарова — сусідка, яка прийшла за сіллю
- Володимир Мишкін — вантажник, який доставив ялинку
- Расмі Джабраїлов — пасажир маршрутного таксі
- Зінаїда Кулакова — жінка в коридорі бази дитячих іграшок
- Петро Чевельча — співробітник інституту
- Лідія Савченко — продавчиня
- Ібрагім Баргі — товарознавець
- Михайло Розанов — покупець
- Василь Циганков — таксист

## Знімальна група
- Режисер — Валерій Кремньов
- Сценаристка — Рита Бєляковська
- Оператор — Елізбар Караваєв
- Композитор — Юрій Саульський
- Художник — Давид Виницький